# Chronophilie
Die Chronophilie (gr. χρόνος chrónos „Zeit“, φίλος philos „Freund“) ist eine ausschließliche oder überwiegende sexuelle Vorliebe für Liebespartner einer bestimmten Altersgruppe. Sie ist der Sammelbegriff für verschiedene sexuelle Präferenzen und Devianzen – teils streng verbotene, teilweise gesellschaftlich weitgehend tolerierte.

## Präferenzen für Kinder
Als Pädophilie wird die sexuelle Präferenz für vorpubertäre Kinder bezeichnet. Für die sehr selten anzutreffende Vorliebe für Säuglinge oder Kleinkinder bis zum Alter von etwa drei Jahren werden gelegentlich auch die Bezeichnungen Nepiophilie oder Infantophilie verwendet.

## Präferenzen für Jugendliche
Für Sexualpräferenzen für Jugendliche wurden im Verlauf des 20. Jahrhunderts mehrere Begriffe geprägt, im nordamerikanischen Raum hat sich in den letzten Jahren eine Unterteilung in Hebephilie als Präferenz für pubertäre Jungen und Mädchen sowie Ephebophilie als Neigung zu älteren Jugendlichen durchgesetzt. Die angegebenen Altersspannen für die beiden Begriffe variieren teilweise jedoch erheblich. Im deutschsprachigen Raum wird der Begriff Ephebophilie nicht für beide Geschlechter verwendet, sondern beschreibt speziell ein Interesse an männlichen Jugendlichen. Die entsprechende Präferenz für Mädchen wird als Parthenophilie bezeichnet.

## Präferenzen für Erwachsene
Als Teleiophilie (gr. τέλειος téleios „erwachsen“ φίλος philos „Freund“) wird die sexuelle Präferenz für erwachsene Menschen bezeichnet. Es wird angenommen, dass der Begriff vom kanadischen Sexualforscher Ray Blanchard geprägt wurde, der ihn in einer Veröffentlichung im Jahr 2000 verwendet hat. Bei der Teleiophilie handelt es sich um die am weitesten verbreitete Chronophilie.
Der Begriff beschreibt die überwiegende oder ausschließliche sexuelle Ansprechbarkeit auf Menschen, deren körperliche Entwicklung abgeschlossen ist. Die begehrten Sexualpartner haben demnach das Tanner-Stadium V erreicht, einige Autoren geben für die Definition ein Mindestalter von 17, 18, 19 oder 20 Jahren an. 
Die Neigung lässt sich von der Gerontophilie abgrenzen, gelegentlich wird in diesem Zusammenhang eine obere Altersgrenze von 45 Jahren gesetzt. Werden erwachsene Frauen begehrt, so wird auch von Gynäkophilie gesprochen, die Präferenz für erwachsene Männer kann auch als Androphilie bezeichnet werden.
Speziell auf die Erforschung einer teleiophilen Neigung ausgerichtete Studien werden kaum durchgeführt, der Begriff wird in sexualwissenschaftlichen Publikationen nahezu ausschließlich zur Unterscheidung von anderen Sexualpräferenzen verwendet. 
Weiterhin wird er benutzt, um ein sexuelles Interesse pubertierender Jugendlicher an Erwachsenen zu beschreiben, in diesem Zusammenhang prägte der niederländische Anthropologe Diederik Janssen den Ausdruck peripubertäre Teleiophilie.
Darüber hinaus wird die sexuelle Präferenz für ältere Menschen als Gerontophilie bezeichnet. Magnus Hirschfeld verwendete den Begriff Gerontophilie zur Bezeichnung eines sexuellen Interesses speziell an älteren Männern, wohingegen er die Präferenz für Greisinnen als Graophilie bezeichnete. Anfang des 20. Jahrhunderts wurde für eine Neigung zu älteren Personen auch der Begriff Presbyophilie benutzt.